# Rússia Laborista
Rússia Laborista (LR o TR; rus: Трудовая Россия; Trudovaya Rossiya) és un moviment comunista de línia dura a Rússia. Va ser fundat l'any 1992 com a moviment popular que recolzava el Partit Comunista Obrer Rus (PCOR) i va ser liderat per Viktor Anpilov. Registrat oficialment pel Ministeri de Justícia de la Federació Russa el 9 de gener de 1996, i retirat més endavant el 16 de març de 2004.
El predecessor de la Rússia Laborista va ser el moviment d'Iniciativa Comunista Ortodoxa, sobre la base del qual es va formar el moviment de Moscou Laborista (que després es convertiria en Rússia Laborista) el novembre de 1991. Els líders del moviment van prestar la principal atenció a l'activitat massiva al carrer. El nombre màxim a principis de la dècada de 1990 va ser de fins a 100 mil persones, a Moscou el nombre de participants actius va arribar a les 3.000 persones. El moviment comptava amb més de 80 delegacions regionals. El líder més destacat del moviment i el seu líder durant la gran majoria de la seva història va ser Viktor Anpilov.
El moviment de la Rússia Laborista es va guanyar notorietat a la dècada de 1990 amb manifestants antigovernamentals agressius, per exemple, la manifestació del Primer de Maig de 1993 que es va convertir en disturbis. Moltov va utilitzar tant la retòrica comunista com la ultranacionalista. Viktor Anpilov també va ser un dels iniciadors de la rebel·lió armada de l'octubre de 1993 a Moscou.
El 1995, l'organització va participar en les eleccions legislatives a la llista "Comunistes - Rússia Laborista - Per la Unió Soviètica", aconseguint el 4,7% dels vots, no superant per tant el llindar del 5%. A l'octubre de 1996 la formació es va dividir, una encapçalada encara per Anpilov, i l'altra per Vladimir Grigoriev del PCOR.
Posteriorment, RL ha anat alternant aliances amb altres forces d'esquerres o patriòtiques, com l'Avantguarda de la Joventut Roja (que seria la seva joventut fins al 2004), la Unió de la Joventut Comunista Russa, l'Altra Rússia o el Partit Comunista de la Federació Russa. Al 2018 molts membres de l'organització van abandonar el partit per enfortir el Partit Comunista Unit.

## Vegeu més
- Avantguarda de la Joventut Roja
- Partit Comunista Obrer Rus
- Partit Comunista Unit